# Monofluorure d'aluminium
Le monofluorure d'aluminium est une espèce chimique de formule AlF. Il se forme de façon éphémère par réaction à température élevée entre l'aluminium métallique et le fluorure d'aluminium AlF3 mais redonne immédiatement les réactifs d'origine lorsque la température diminue. Des clusters d'halogénures d'aluminium(I) ont cependant pu être stabilisés à l'aide de ligands spécifiques.
Le monofluorure d'aluminium a été détecté dans le milieu interstellaire, un environnement très diffus dans lequel les interactions entre atomes sont rares.